# Antología de la nueva poesía española
La Antología de la nueva poesía española fue una selección de poemas de poetas españoles publicada en la editorial El Bardo en abril de 1968. La selección y recopilación fue dirigida por José Batlló, poeta, crítico literario y librero español, autor asimismo de una posterior nueva antología de Poetas españoles poscontemporáneos (1974).
La Antología de la nueva poesía española, considerada luego clave como síntesis del panorama poético en España en el umbral de la década de 1970 y modelo de la lírica generacional de la de 1960, reúne 17 poetas, 16 varones y una sola mujer. Tuvo una entrega o planteamiento inicial en el ensayo titulado "10 poetas catalanes", según selección, traducción y notas de José Batlló, con introducción de Joaquim Molas, publicado en Buenos Aires, en 1966, dentro del número 10 de la revista Cormorán y Delfín.
Los poetas seleccionados por Batlló son: Carlos Barral, Francisco Brines, José Manuel Caballero Bonald, Eladio Cabañero, Gloria Fuertes, Jaime Gil de Biedma, Pedro Gimferrer, Ángel González, José Agustín Goytisolo, Félix Grande, Joaquín Marco, Claudio Rodríguez, Carlos Sahagún, Rafael Soto Vergés, José Miguel Ullán, José Ángel Valente y Manuel Vázquez Montalbán. Muchos de ellos serían encuadrados más tarde bajo la etiqueta de ‘Generación del 50’.
Además de la selección poética, la Antología incluye tres apéndices. Uno con los datos de la consulta previa hecha a 150 personalidades de la cultura española (de los que sólo contestarían 67, anotados en una minuciosa relación), y con cuyos resultados, construyó Batlló la selección final. Y un apéndice más extenso, con el análisis de las seis preguntas del cuestionario cumplimentado por los poetas seleccionados, y donde los propios poetas se pronunciaban sobre los términos de su inclusión en un grupo poético, así como sobre la etiqueta ‘nueva poesía española’. El tercer y último apéndice se compone de fichas bio-bibliográficas de los poetas y poemas seleccionados.